# 埃姆傑茲埃德希什
36°42′13″N 6°51′23″E / 36.70361°N 6.85639°E
埃姆傑茲埃德希什（阿拉伯语：‎），是阿爾及利亞的城鎮，位於該國東北部斯基克達省，由哈拉什區負責管轄，面積77平方公里，2008年人口20,079人，人口密度每平方公里261人。